# Grevillea aquifolium
Grevillea aquifolium es un arbusto o planta trepadora endémica del sur de Australia y Victoria. Crece en bosques, páramos y en arbolado abierto.

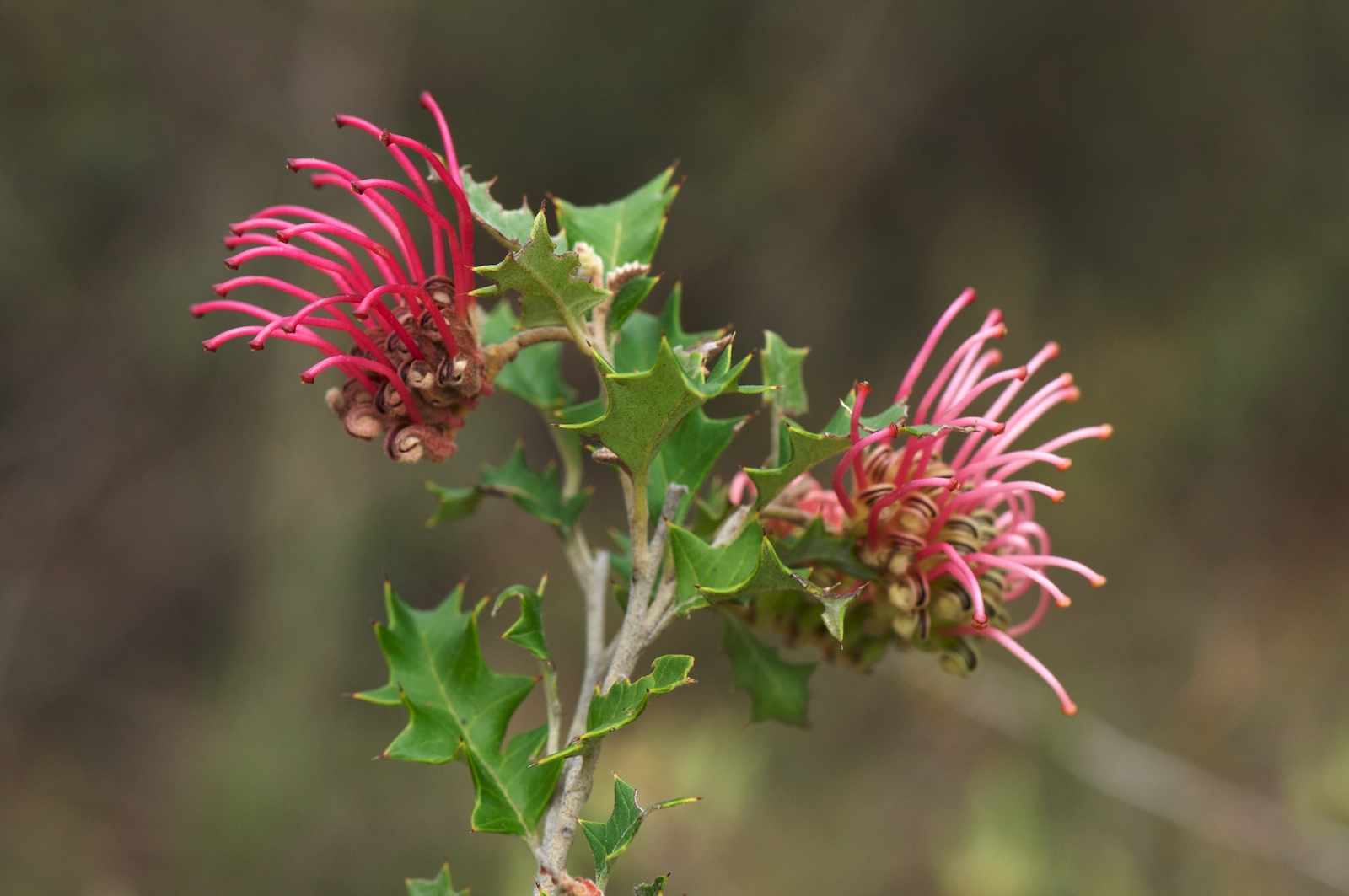
Detalle de hojas y flores

## Descripción
La altura de los arbustos alcanza los 1-2 metros y sus formas postradas distribuidas alrededor. Las flores se producen en racimos terminales con forma de "cepillo de dientes" típico de las Gravilleas. Son de color rojo y ocasionalmente amarillo verdoso. Las hojas son lobuladas con puntos en los lóbulos.

## Taxonomía
Grevillea aquifolium fue descrita por John Lindley y publicado en Three Expeditions into the Interior of Eastern Australia 2: 178. 1838.
Etimología
Grevillea, el nombre del género fue nombrado en honor de Charles Francis Greville, cofundador de la Royal Horticultural Society.
aquifolium es un epíteto que hace referencia a la semejanza de las hojas con el acebo exótico, Ilex aquifolium.
Sinonimia
- Grevillea variabilis Lindl.[3]